# Histoire de la SNCF

Logo historique de la SNCF.

Pour un article plus général, voir Histoire des chemins de fer français.
L'histoire de la SNCF (Société nationale des chemins de fer français) commence le 1er janvier 1938, date de l'entrée en vigueur de la convention du 31 août 1937 portant sur la création de la SNCF. À partir de cette date, celle-ci se confond pratiquement avec l'histoire des chemins de fer en France, puisque la SNCF reprend la concession de la quasi-totalité du réseau ferré français, à l'exception des lignes secondaires, jusqu'à la création de Réseau ferré de France (RFF) en 1997. Une nouvelle réforme du système ferroviaire français, entrée en vigueur le 1er janvier 2015, réunifie la SNCF et le RFF au sein d'un groupe public ferroviaire composé de trois établissements publics à caractère industriel et commercial. Le 1er janvier 2020, les trois établissements publics sont remplacés par cinq sociétés anonymes à capitaux publics.
La SNCF est créée sous la forme d'une société anonyme d'économie mixte dont l'État possédait 51 % du capital. Elle reprend l'actif et le personnel des grands réseaux privés (Compagnies du Nord, Paris-Lyon-Méditerranée, Paris-Orléans, du Midi, de l'Est) ou publics (chemins de fer de l'État, chemins de fer d'Alsace-Lorraine). Son premier président fut Pierre Guinand, premier président à la Cour des comptes, qui sera démis par le gouvernement de Vichy en 1940, et son premier directeur général, Robert Le Besnerais, ancien directeur général de la compagnie du Nord.
Dès les premières années de son existence, la SNCF est soumise à l'épreuve de la Seconde Guerre mondiale au cours de laquelle elle subit d'immenses destructions.

## La convention de 1937
La convention du 31 août 1937 définit la SNCF comme une société anonyme mixte régie par le code du commerce. L'objet de la société est l'exploitation du réseau qui est propriété de l'État et dont la SNCF est concessionnaire, la construction éventuelle de nouvelles lignes, ainsi que la participation à toutes opérations se rattachant à son objet social pour une durée limitée à 45 ans.
Son capital, égal à 1 419 412 000 francs de l'époque, est réparti entre les anciennes compagnies (49 %) et l'État (51 %). L'apport de ce dernier est constitué d'une part par ses apports en nature (chemins de fer d'Alsace-Lorraine et chemins de fer de l'État), d'autre part par ses avances remboursables soit sur les travaux de construction de lignes soit en subvention d'exploitation. Les actions des compagnies privées sont progressivement amortissables pendant 45 ans, soit jusqu'en 1982, date à laquelle la totalité du capital est revenue à l'État.
Le conseil d'administration compte 33 membres dont 21 désignés par l'État, parmi lesquels est choisi son président, nommé par décret en Conseil des ministres. L'État est également représenté par le directeur général des Transports terrestres (Ministère des Transports) et par le chef de la mission de contrôle financier des chemins de fer (Ministère des Finances).
Cette convention a été par la suite amendée, notamment en 1952 et en 1971, en particulier sur la question de la normalisation des comptes.

## Organisation
La nouvelle société a calqué son organisation sur celle des anciennes compagnies privées. Celles-ci se retrouvaient, à peu de chose près, sous la forme de cinq régions : Est (Compagnie de l'Est et Alsace-Lorraine), Nord (Compagnie du Nord), Ouest (État), Sud-Ouest (PO-Midi) et Sud-Est (PLM), dont le siège se trouvait à Paris, chapeautées par une direction centrale chargée de la coordination d'ensemble. La principale tâche de cette direction fut d'abord l'unification des règlements d'exploitation et de signalisation, ainsi que du matériel.
Chaque région comportait trois grands services : le « service de l'exploitation », chargé de l'organisation de la circulation des trains et des relations avec les clients, le « service matériel et traction » chargé de l'entretien du parc de matériel roulant et de la conduite, le « service voie et bâtiments » chargé de l'entretien et de la construction des lignes et des gares. Chacun des services se découpait au niveau local en « arrondissements » dont les limites coïncidaient généralement entre services, mais pas toujours.
En 1947 une sixième région, la « région Méditerranée » fut créée, avec pour siège Marseille.
Cette organisation, fortement centralisée et fondée sur des fonctions techniques, a subsisté jusqu'à la réforme des structures de 1972. En l'absence de véritable concurrence, elle ne comportait pas de direction commerciale.
Le premier président de la SNCF fut Pierre Guinand, ancien premier président de la Cour des comptes, qui fut démis de ses fonctions par le gouvernement de Vichy en septembre 1940 et remplacé par Pierre-Eugène Fournier. Le premier directeur général fut Robert Le Besnerais, ancien directeur général de la compagnie des chemins de fer du Nord qui resta en fonction jusqu'en 1945, où il fut exclu de la SNCF par mise en retraite anticipée dans le cadre des mesures d'épuration.

## La SNCF pendant la Seconde Guerre mondiale

### L’Occupation: les conditions d’armistice
Dès la signature de l'armistice franco-allemand du 22 juin 1940, en application de l'article 13 de la convention d'armistice, les chemins de fer de la zone occupée (soit les deux tiers du réseau de la SNCF) et le « personnel spécialisé nécessaire » sont mis à la disposition de l'occupant, qui fixe les priorités (ce sera de même pour les routes et voies navigables). En juillet 1940, Goeritz, le Colonel Commandant de la WVD adresse une lettre au directeur général de la SNCF rappelant, entre autres, que :

« […] Tous les fonctionnaires, agents et ouvriers de la S.N.C.F. sont soumis aux lois de guerre allemandes.

Les lois de guerre allemandes sont très dures, elles prévoient presque dans tous les cas la peine de mort ou des travaux forcés à perpétuité ou à temps »

Dès l'été 1940, l'occupant allemand effectue des prélèvements de matériel, le premier ordre portant sur 1 000 locomotives et 35 000 wagons.
Après la rafle du Vel' d'Hiv le 16-17 juillet 1942, les juifs arrêtés sont déportés par les autorités françaises dans des trains de la SNCF vers les camps de Drancy, Pithiviers et de Beaune-la-Rolande. Il en est de même après la rafle de Marseille des 23 et 24 janvier 1943 et le transport à partir de la gare d'Arenc de 1 642 personnes vers le camp de Royallieu à Compiègne le 24 janvier, de 782 Juifs à Sobibor et 600 « suspects » au camp de Sachsenhausen.
Le 31 octobre 1942, un conducteur de locomotive, Léon Bronchart, a refusé de conduire un train de Juifs vers la déportation, c'est le seul cas connu. Des trains de déportés sont partis vers la frontière allemande jusqu'en 1944. Au total, environ 76 000 juifs et 86 000 déportés politiques ont été envoyés de France vers les camps de la mort.
800 employés de la SNCF ont été exécutés par les nazis pour avoir résisté aux ordres, presque 1 200 autres ont été déportés vers des camps de la mort pour sabotage ou autres actes de désobéissance, et 2 361 sont morts tués par balles, mines ou lors de bombardements.

### Organisation sous l'Occupation
L'Alsace-Moselle est annexée de fait par l'Allemagne à l'été 1940. Son réseau ferroviaire est donc rattaché à la Deutsche Reichsbahn à partir du 1er juillet 1940. Pour le reste de la France occupée, l'organisation mise en place laisse toutefois la responsabilité de l'exploitation et du fonctionnement à la SNCF sous la surveillance d'un organisme militaire allemand, le WVD (Wehrmachtverkehrsdirektion) direction des transports de la Wehrmacht, dont le siège est à Paris (sauf pour une partie des réseaux Nord et Est dépendant du WVD de Bruxelles).
En juin 1942, le WVD devient une autorité civile sous le nom de HVD (Hauptverkehrsdirektionen), directions principales, divisées en cinq directions régionales (EDB) : Paris-Nord, Paris-Sud, Paris-Ouest, Paris-Est, Bordeaux.
La WVD de Bruxelles contrôle le réseau ferré de la zone du Nord-Est, interdite au retour des réfugiés jusqu'en décembre 1941. Cette « zone interdite » divisée en deux EDB (Lille et Nancy) inclut deux départements dont l'administration tout entière est rattachée au commandement militaire de Bruxelles : le Nord et le Pas-de-Calais. Dans ces régions occupées, le contrôle allemand sur la SNCF est défini par les articles 13 et 15 de la convention d'armistice. Il consiste à faire surveiller par des cheminots allemands l'exploitation du réseau que les agents Français continuent à assurer et, en particulier, à faire respecter la priorité absolue donnée à tous les transports demandés par l'occupant.
En zone Libre, la surveillance allemande n'existe pas avant l'invasion du 11 novembre 1942, ce qui n'empêche pas le trafic d'être largement affecté par les priorités allemandes à satisfaire.

### Procès
En 1998 après la condamnation de l'ancien ministre Maurice Papon, les frères Lipietz, Georges Lipietz (père d'Alain Lipietz) et Guy S. (Guy est le demi-frère de Georges et ne souhaite pas que son nom soit révélé) décident d'attaquer l'État et la SNCF pour complicité de crime contre l'humanité envers la moitié des 76 000 juifs déportés de France. En mai 2006 le procès, poursuivi par la famille Lipietz après le décès de Georges, arrive en audience. L'État Français et la SNCF sont condamnés en première instance le 6 juin 2006,. « Le tribunal a reconnu que l'État et la SNCF ont fait plus que ce que leur demandaient les Allemands », a remarqué Alain Lipietz. Le tribunal ne s'est pas prononcé sur la complicité de crime contre l'humanité.
La SNCF facturait le transport des juifs, tziganes et homosexuels en wagons couverts au tarif de troisième classe et d'après Me Avi Bitton, un des avocats représentant deux cents familles juives françaises, israéliennes, belges, américaines et canadiennes, la direction de la SNCF a aggravé les conditions de transport des juifs : « À la différence de l'État, la SNCF refuse de reconnaître sa responsabilité. Il n'y a aucun document qui prouve qu'on lui a imposé d'utiliser des wagons pour les bêtes. Elle n'obéissait ni à un ordre ni à une contrainte. C'était sa propre initiative ».
La SNCF a fait appel de cette décision. La position de l'entreprise, exprimée par son président, Louis Gallois, dans la presse est que la SNCF a agi sous la contrainte car elle a été réquisitionnée et mise à la disposition des nazis aux termes de la convention d'armistice. Il précise que « le choix des wagons, la composition des trains, leurs itinéraires et leurs horaires étaient fixés par les autorités allemandes ou celles de Vichy ». Il rappelle que depuis 1992, la SNCF a mis ses archives à la disposition des chercheurs, notamment de l'institut d'histoire du temps présent du CNRS. La SNCF a en effet commandé un rapport au CNRS sur ses activités sous l'Occupation. Selon son président, Louis Gallois, le devoir de mémoire ne doit pas être un devoir de repentance pour des actions pilotées et commanditées par l'armée d'occupation allemande. Nombre d'historiens ont condamné cette initiative, affirmant, dans la même veine que Gallois, qu'il ne faut pas confondre « devoir de mémoire » et judiciarisation de l'histoire. Alain Lipietz s'est défendu des accusations portées contre lui, en affirmant :

« […] Une déportée, dans Envoyé spécial du 15 juin rappelait qu’alors que la direction privait « naturellement » les déportés juifs d’eau (et de nourriture et d’air, pendant des dizaines d’heures, sans ordre en ce sens ni de Vichy ni des nazis). Tandis que les cheminots braquaient sur leurs wagons surchauffés les pompes à eau des gares afin de les rafraîchir un peu… Charles Tillon raconte comment, à Montluçon, en 1943, une manif de cheminots, après avoir bloqué dix fois la locomotive, permit la libération totale d’un train de déportés (il s’agissait de requis du STO). Un conducteur de locomotive de Montauban, Léon Bronchart, a refusé de conduire un train de déportés.
Le 12 août 1944, tous les dépôts de la SNCF parisienne sont en grève insurrectionnelle. On se bat à Austerlitz. Le même jour, la SNCF envoie tranquillement la facture du train de transfèrement de mes parents à la préfecture de Haute-Garonne. Les FFI de Ravanel paieront sans barguigner… »

Une plainte en action collective a été déposée pour des raisons similaires contre la SNCF en décembre 2001 aux États-Unis, où elle a été défendue par Arno Klarsfeld. Les 300 plaignants ont été déboutés de leur requête par le juge, qui a estimé que la SNCF, du fait de son statut de monopole d'État, bénéficiait de l'immunité réservée aux États étrangers, selon une loi de 1977. En juin 2003, une cour d'appel de New York, a cassé ce jugement, ouvrant ainsi la voie à un possible procès.
Toujours pour les mêmes raisons, des élus de l'État de Californie, suivi d'élus de l'État de Floride, demandent la mise à l'écart de la SNCF des appels d'offres pour leur équipement en ligne à grande vitesse, élargissant dans le temps et l'espace la sanction morale contre la complicité de génocide. Le Président de la SNCF, Guillaume Pepy s'est alors rendu en personne aux États-Unis pour exprimer des regrets au nom de l'entreprise française.
En février 2012 la SNCF annonce qu’elle a déposé une copie de la totalité de ses archives numérisées pour la période 1939-1945 au mémorial de la Shoah à Paris, au mémorial de Yad Vashem à Jérusalem et à l'United States Holocaust Memorial Museum (USHMM) – Musée du Mémorial de l’Holocauste des États-Unis –, afin de « faciliter le travail des chercheurs », et ainsi « renforcer sa démarche de transparence sur le passé de l'’entreprise ».

## Après-guerre, reconstruction et restructuration
Une convention signée le 27 janvier 1971 modifie substantiellement la convention du 31 août 1937. Cette nouvelle convention donne à la SNCF une autonomie de gestion. Elle met à la charge de l'État la compensation financières des obligations de service public qu'il lui impose. En contrepartie, la société doit rétablir son équilibre financier. Cette convention est approuvée par un décret le 7 avril 1971. Un décret du 23 décembre suivant approuve le nouveau cahier des charges auquel est soumis la SNCF.

## Histoire récente
- 22 septembre 1981 : sur le plan technique et commercial, le lancement du TGV Paris - Lyon sur la ligne nouvelle, marque un tournant décisif.
- Au 1er janvier 1983 l'ensemble des actifs de la société d'économie mixte constituée entre l'État et les grands réseaux de chemin de fer revient à l'État selon les termes de la convention signée en 1937. L'État, anticipant cette échéance, décide de constituer un établissement public à caractère industriel et commercial qui est doté du patrimoine et des personnels de la société d'économie mixte. Le 30 décembre 1982, est promulguée la Loi d'orientation des transports intérieurs (LOTI)[25] qui crée l'établissement public à caractère industriel et commercial dénommé Société nationale des chemins de fer français. Les agents de l'ancienne société d'économie mixte sont transférés à la nouvelle entité en conservant leur statut spécifique. Un cahier des charges et des « contrats de plan » pluriannuels règlent l'ensemble des relations entre l'État et l'entreprise.
- 1er janvier 1997 : la propriété et la responsabilité du réseau ferré national sont transférées à un nouvel EPIC, Réseau ferré de France (RFF), la SNCF conservant seulement la mission d'exploiter les services de transport de marchandises et de voyageurs. Elle reste toutefois le gestionnaire délégué de l'infrastructure pour le compte de RFF. C'est également à cette date que débute à titre d'expérimentation le transfert de la compétence du transport régional (TER) aux régions administratives.
- 17 février 2004 : délivrance de la première licence d'entreprise ferroviaire à une société privée (filiale d'Eurotunnel).
- 13 juin 2005 : ouverture à la concurrence sur le réseau ferré national, avec la circulation du premier train de fret privé (Connex). Au départ de Dugny, celui-ci est retardé par une manifestation des syndicats français de cheminots. Le 29 juin, le ministre des transports délivre une licence de transports de voyageurs à la société Connex.
- 13 décembre 2009 : la SNCF est officiellement mise en concurrence sur le transport international de voyageurs et le « cabotage » entre deux villes françaises pour un train en provenance ou à destination de l'étranger, en application de la directive D2007/58/CE. Néanmoins, aucune compagnie ferroviaire n'entre sur le marché. Pour accompagner le processus de libéralisation une autorité régulatrice, l'Autorité de régulation des activités ferroviaires (ARAF) est progressivement mise en place à partir de la fin 2009.
- 2014 : le Sénat et l'Assemblée nationale adoptent le projet de réforme ferroviaire visant à réunifier Réseau ferré de France (RFF) et la SNCF au 1er janvier 2015. La nouvelle SNCF se composera de trois établissements publics à caractère industriel et commercial : un EPIC de tête, SNCF, chargé du pilotage stratégique du groupe, SNCF Réseau, propriétaire et gestionnaire du réseau ferré national, et SNCF Mobilités, chargé de l'exploitation des trains[26].
- 1er janvier 2015 : entrée en vigueur de la loi portant réforme ferroviaire. Réseau ferré de France, SNCF Infra et la Direction de la circulation ferroviaire (DCF) deviennent SNCF Réseau. Le reste de la SNCF devient SNCF Mobilités et un troisième EPIC SNCF encadre l'ensemble.
- En 2017, alors que la vente de billets est largement dématérialisée (vente en ligne de billets électroniques), la SNCF cherche à réduire les coûts. Cela conduit à moins de guichets, à une fermeture des points d’accueil dans les gares, à une fermeture des gares, à la fermeture des lignes, à une suppression de contrôleurs à bord des trains[27].
- En 2020, une nouvelle réforme de la SNCF entre en vigueur. Les trois établissements publics deviennent cinq sociétés anonymes à capitaux publics : la société mère SNCF, SNCF Réseau, SNCF Voyageurs, SNCF Gares & Connexions et Fret SNCF. Ces cinq sociétés ainsi que Geodis, Keolis et l'ensemble de leurs filiales forme le groupe SNCF. L'objectif de cette réforme consiste à assainir les finances du réseau ferré pour investir davantage et surtout équilibrer les comptes[28]. Le statut spécial des cheminots (cadre permanent) est supprimé pour les nouveaux embauchés.
- Le 26 juillet 2024, le jour de la cérémonie des Jeux Olympiques de Paris, des sabotages sont réalisés simultanément dans le but de déstabiliser le réseau.

## Identité visuelle

Ancien logo de la SNCF, dessiné par Maximilien Vox d'après Marcelle Hirtz et Paul Martial, utilisé du 1er janvier 1938 à 1967.
Ancien logo du début des années 1960, n'apparaissant que sur les documents administratifs.
Ancien logo utilisé de 1967 au 1er décembre 1985.
Ancien logo créé par Roger Tallon et utilisé du 2 décembre 1985 au 13 décembre 1992.
Ancien logo du 14 décembre 1992[29] au 16 mars 2005 par Joël Desgrippes.
Ancien logo du 17 mars 2005 au 28 août 2011.

Les premiers logos de la SNCF, créés en 1938 et en 1947 sont plutôt institutionnels. Les lettres entrelacées du premier logo symbolisent l'union des différentes compagnies de chemin de fer françaises. Les lettres sont d'abord blanches sur fond noir puis blanches sur fond rouge. Ce logo est parfois appelé « logo macaron ».
C'est le sentiment patriotique et le fait que la SNCF est alors un des éléments clefs de la reconstruction qui ont inspiré la carte de France en arrière-plan du deuxième logo. Ce logo n'est utilisé que sur les documents et affiches, sur le matériel roulant c'est le logo rond avec les lettres entrelacées qui continue d'être utilisé jusqu'au début des années 1970.
Un troisième logo apparait au début des années 1960, il insiste plus sur la performance technologique, la stabilité et la puissance de l'entreprise. C'est ce que signifient les épais caractères du logo. Les lettres sont en italique et veulent retransmettre une idée de vitesse (le record du monde de vitesse de 331 km/h a été atteint par un train de la SNCF en 1955) mais aussi le fait que la SNCF est une entreprise qui veut aller de l'avant. La locomotive stylisée est une BB 9200, incarnation du renouveau et de la modernité de la SNCF, ces locomotives étaient les premières en France à atteindre les 200 km/h en tête de trains de voyageurs tels le Capitole ou le Mistral. Tout comme le précédent ce logo est utilisé uniquement sur les documents mais pas sur le matériel roulant.
Le logo de 1972 reprend la typographie du précédent dans un cartouche adapté aux caractères italiques (faces latérales inclinées délimitées par un raccord arrondi et un angle aigu). Il est dénommé « logo encadré ». Le plus souvent les lettres sont bleues sur fond blanc mais on trouve également une variante avec les couleurs inversées : lettres blanches sur fond bleu.
C'est Roger Tallon, célèbre designer industriel (il a notamment dessiné le train Corail et le TGV Atlantique), qui élabore une nouvelle charte graphique en collaboration avec la SNCF. Pour ce cinquième logo, il utilise à peu près le même concept que le logo précédent sauf que les lignes sont doublées, symbolisant ainsi le rail et la fluidité. Il est surnommé « logo nouille » par les ferroviphiles.
Pour concevoir l'avant-dernier logo, Joël Desgrippes, a rajouté au logotype existant, une flèche rouge pour insister sur le fait que l'entreprise regarde vers l'avenir. Il y ajoute également une large bande grise qui symbolise les rails et qui est une marque de stabilité et de pérennité de l'entreprise. Ces légères modifications avaient pour but de lutter contre la dissolution du logo de base qui avait été adapté différemment selon les services. Cette fois-ci les ferroviphiles le surnomment « logo casquette ».
En 2005, la SNCF dévoile un logo radicalement différent des trois derniers. Conçu par l'agence Carré Noir, la forme du nouveau logo exprime « la détermination et le mouvement » et rappelle la silhouette du nez du TGV Duplex, sa couleur, « la connivence et le changement », quant à la typographie choisie, elle exprime « la relation et la fluidité ». Cette dernière s'est d'ailleurs inspirée du logo du TGV. En 2011, la SNCF dévoile une version épurée de son logo présentant des angles arrondis et sur laquelle les reflets des lettres ont été supprimés afin de gagner en lisibilité. Ce changement, également réalisé par l'agence Carré Noir, s'accompagne d'une épuration de la charte graphique de l'entreprise. Ces logos sont appelés « logo Carmillon », terme résultant de la fusion des mots « carmin » et « vermillon ».

## Dirigeants
- Pierre Guinand : 1938-1940
- Pierre-Eugène Fournier : 1940-1946
- Marcel Flouret : 1946-1949
- Pierre Tissier : 1949-1955
- Louis Armand : 1955-1958
- André Ségalat : 1958-1975
- Jacques Pélissier : 1975-1981
- André Chadeau : 1981-1985
- Philippe Essig : 1985-1988
- Philippe Rouvillois : 1988
- Jacques Fournier : 1988-1994
- Jean Bergougnoux : 1994-1995
- Loïk Le Floch-Prigent : 1995-1996
- Louis Gallois : 1996-2006
- Anne-Marie Idrac : 2006-2008
- Guillaume Pepy : 2008-2019
- Jean-Pierre Farandou : depuis novembre 2019